# Arrhenatherum
Genre
Classification APG III (2009)
Arrhenatherum est un genre végétal de la famille des Poaceae.

## Liste d'espèces
Selon World Checklist of Selected Plant Families (WCSP) (29 nov. 2011) :
- Arrhenatherum album (Vahl) Clayton (1962)
- Arrhenatherum calderae A.Hansen (1972)
- Arrhenatherum elatius (L.) P.Beauv. ex J.Presl & C.Presl. (1819)
  - Arrhenatherum elatius subsp. bulbosum (Willd.) Schübl. & G.Martens (1834)
  - Arrhenatherum elatius subsp. sardoum (Em.Schmid) Gamisans (1974)
- Arrhenatherum kotschyi Boiss. (1846)
- Arrhenatherum longifolium (Thore) Dulac (1867)
- Arrhenatherum palaestinum Boiss. (1854)
- Arrhenatherum pallens (Link) Link (1827)